# Малеспини, Челио
Челио Малеспини (итал. Celio Malespini; Венеция, 1531 — Верона, 1609) — итальянский авантюрист, переводчик и писатель эпохи Возрождения.

## Биография
Служил солдатом в армии Нидерландов. В 1609 году опубликовал сборник из 202 коротких рассказов различных авторов, в том числе «Смехотворное путешествие Лактанция Рокколини в Московию». В примерно 80 рассказах Малеспини описал собственные приключения.

## Произведения
- Ducento Novelle da signor Celio Malespini (Венеция, 1609)